# Urgleptes pareuprepes
Urgleptes pareuprepes är en skalbaggsart som beskrevs av Gilmour 1960. Urgleptes pareuprepes ingår i släktet Urgleptes och familjen långhorningar.
Artens utbredningsområde är:
- Costa Rica.
- Guatemala.
- Honduras.

Inga underarter finns listade i Catalogue of Life.